# 미우라 타다히로
미우라 타다히로(일본어: ミウラ タダヒロ 미우라 다다히로[*])는 일본의 만화가이다. 교토 세이카 대학 스토리 만화 전문 분야를 졸업했다.2011년, 소년 점프 NEXT! 에서 단편 후아미돌!을 발표한 이래, 점프 계열지에 작품을 발표했고, 2010년대에는 주간 소년 점프에서 연염 단풍과 유라기장의 유우나씨를 연재했다.
스승으로 사카모토 유지로 (坂本裕次郎), 제자로 사에키 슌 (佐伯俊)이 있다.

## 약력
만화 경력은 2011년 시점에서 20년 정도이다. 중학생 시절 컴퓨터로 그림을 그리고 싶어 CG가 가능한 학교에 진학하려고 신주를 사시는 부모님과 상담했더니 컴퓨터 구입은 허용됐지만 보통과 고등학교를 나와 신주의 대학에 가도록 설득당했다. 학창시절, 사카모토 유지로의 디지털 작화 어시스턴트 모집에 응모해 합격, 살 곳을 정하지 않고 상경해, 처음에는 호텔에 살았다.
초대 코믹 스튜디오부터 계속 사용하고 있으며 CLIP STUDIO 개발에 협력했다.

## 작품

### 연재
- 코나미 단풍 (원작 : 사카모토 지로, 주간 소년 점프 2012년 23호 - 51호, 전 4권)
- 유라기장의 유우나씨 (주간 소년 점프 2016년 10호 - 2020년 27호, 전 24권) - 2018년 TV 애니메이션화[5]

### 완결
- 후미돌! (원작: 사카모토 지로, 소년 점프 NEXT! 2011년 SPRING)
- 하이 스펙 러버즈 (소년 점프 NEXT!, 2013년 SPRING)
- 싫어! (점프 LIVE 1호)
- GAZER (협력: 코지마 타쿠루, 주간 소년 점프2014년 6 · 7 합병호)
- 은색 세븐 (주간 소년 점프 2020년 33 · 34호 합병호)
- 시노부 SS（소년점프 GIGA 2021 SUMMER[6]）

### 일러스트
- 괴담 그녀 (저: 영원월 심고, 점프 제이북스)